# عصرة

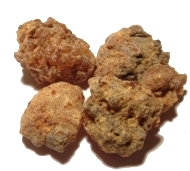
صمغ العصرة

عَصَرة أو عوجة أو مُرّ أو مر حجازي (الاسم العلمي: Commiphora myrrha)، شجرة من فصيلة البخورية واسعة الانتشار. منابتها
الأغوار الدافئة ( في جبال السراة)، في السفوح والأسناد الصخرية، على ارتفاع 400-1200 م.
وموطنها الأصلي هو شبه الجزيرة العربية (عُمان، اليمن)، ونتنشر في أفريقيا (جيبوتي،
الصومال، إثيوبيا، شمال شرق كينيا).

## الوصف
ترتفع العصرة نحو 2,5 م على جذع أبيض مخضر، يعلوه قشور رقيقة
صفراء، تتقزم كلما علت في مانبتها. وأغصانها متشابكة شديدة الاعوجاج،
يحميها أغصان صغيرة تشبه الأشواك، تقل بالتدريج كلما علت أفرع الشجرة.
وأوراقها ثلاثية أكبر قليلًا من أوراق البشام، وليس لها رائحة، تظهر بعد
سقوط أمطار الخريف، وتذوي أوائل فصل الربيع، وقبل سقوطها تصفر
صفرة تميز العصرة عن سائر الشجر، وفي الصيف تتجرد من أوراقها
تمامًا فتبدو كالشجرة اليابسة. أزهارها كاسية حمراء مصفرة صغيرة، متوجة
بأربة فصوص مخضرة، وثمارها بيضاوية، قاعتدها عريضة، ورأسها
مدبب معكوف، لونها أخضر، يحمر عند النضج، وفي داخل الثمرة بذرة واحدة سوداء.
يغلفها لب أحمر، تتغذى عليها القرود والأغنام وأنواع من الطيور.
وأهم ما يميز هذه الشجرة عن سائر البخوريات عصارتها التي تسما (المر)
سميت بذلك لمرارتها الشديدة، وهي مادة صمغية صفراء محمرة،
أو بنية، تخرج من تلقاء نفسها صيفًا، أو بجرح ساقها أو أحد أغصانها، فتجف
عند تعرضها للهواء.